# Трактат
Трактат (лат. tractatus «підданий розгляду») — літературний твір, як правило, наукового чи релігійного характеру. Термін характеризує один з видів літературних форм.
Наприклад, таку назву мали деякі філософські та наукові праці Омара Хаяма, також «Трактат про вдосконалення розуму» Бенедикта Спінози, «Трактат про системи» Кондільяка, «Логіко-філософський трактат» Людвіга Вітгенштейна та інші.
Зміст цього терміна змінювався з часом. Іноді під цим терміном розумілися невеликі памфлети, що використовуються в політичних або релігійних цілях. У якісь періоди історії терміном трактат іменувалися невеликі окремі томи будь-яких авторів. У XVIII — XIX століттях цим терміном в Росії називалися дипломатичні договори, наприклад Георгіївський трактат, Сімодський трактат.